# Kristus, den rätte Herren
Kristus, den rätte Herren (på tyska Herr Christ, der enig Gotts Sohn) är en kristen psalm av Elisabet Cruciger, troligen från år 1524. Psalmen översattes troligen av Olaus Petri 1526 med titelraden "Christus then rätte Herren".
Johan Åström bearbetade psalmen 1816 och gav den titelraden Förlossningen är vunnen. En engelsk översättning gjordes av Arthur T Russell och gavs ut 1851.
Sedan 1986 finns två versioner av hennes psalm, dels de tre sista stroferna från Åstöms bearbetning som en särskild psalm (efter en mindre bearbetning): O Kriste, oss benåda, dels Olov Hartmans bearbetning av psalmen från 1978 med titelraden Vår Herre Krist var Sonen.
Melodin är en gammal folkmelodi upptecknad i Erfurt 1524, tryckt i samlingen Erfurter Enchiridion och samma melodi som till psalmerna Du segern oss förkunnar (1819 nr 105) och Låt oss nu Jesus prisa (1695 nr 172). Enligt 1697 års koralbok användes melodin då även till psalmen Himmelske Fader fromme (1695 nr 11).

## Text
| Erfurter Enchiridion (1524) | Swenske songer eller wisor (1536) |
| --- | --- |
| Herr Christ der eynig Gotts son / vaters yn ewigkeyt / Aus seym hertzen entsprossen / gleich wie geschryben steht. Er ist der morgen sterne / seyn glentze streckt er ferne / fur andern sternen klar. Fur vns ein mensch geboren / ym letzten teil der zeyt / Der mutter vnuerloren / yhr yungfrewlich keuscheyt. Den tod fur vns zu brochen / den hymel auffgeschlossen / das leben wider bracht. Laß vns yn deiner liebe / vnd kentnis nemen zu / Das wir am glawben bleiben / vnd dienen ym geyst so. Das wir hie mugen schmecken / deyn sussickeyt ym hertzen / vnd dursten stet nach dir. Du Schepffer aller dinge / du vetterliche krafft. Regirst von end zu ende / krefftig aus eigen macht Das hertz vns zu dir wende / vnd ker ab vnser synne / das sye nicht yrrn von dir. Ertödt vns durch deyn gute / erweck vns durch deyn gnadt. Den alten menschen krencke / das der new leben mag. Wol hie auff dyser erden / den synn vnd all begerden / vnd dancken han zu dir. | Christus then rette herren/ gudz son j ewigheet/ aff fadren är vprunnen som scrifften seya weet/ han är then morgon stierna/ som oss kan lysa och werna/ ifrå alt mörkers qwal Han är menniskia worden/ j werldzens sijdsta tijd/ aff rena iungfru boren/ til oss hijt kommen nidh/ dödzfengsle haffuer han brutit/ och lijfzens dör vpslutit/ oss himmelen open giort O Christe giff tina nåde/ tin kerlech låt oss få/ at sich med rådh och dådhe/ wort hierta koffra må/ lär oss epter tich lengta/ rettwijsone epter trengta/ och fly fåfengligheet All mact haffuer tin fader/ j händer giffuet tich/ tes är nuu hwar man gladher/ at tu then macten fick/ ty tu scalt alltijd hielpa/ ey låta nidhet stielpa/ them som initit förmå Hwad fadren haffuer tich giffuit/ låt ey borttapas ther/ men föör til retta liffuet/ thet tu sielff bliffuer med/ låt oss få med tich wara/ alltijd forutan fara/ glädias j ewigheet |

## Musikbearbetningar
Verk av Dieterich Buxtehude för orgel.
- Herr Christ, der einig Gotts Sohn i G-dur (Buxwv 191)
- Herr Christ, der einig Gotts Sohn i G-dur (BuxWv 192)

## Publicerad i
- Swenske Songer eller wisor 1536 med titeln Christus then rette herren.[2]
- 1572 års psalmbok med titeln CHristus then rette HERREN under rubriken "Te Lucis ante terminum".[3]
- Göteborgspsalmboken under rubriken "Om Christi Födelse".[4]
- 1695 års psalmbok som nr 119 under rubriken "Om Christi mandoms anammelse".
- 1819 års psalmbok som nr 50 med titeln "Förlossningen är vunnen", under rubriken "Jesu kärleksfulla uppenbarelse i mänskligheten: Jesu anträde till sitt medlarekall (adventspsalmer)".
- Stockholms söndagsskolförenings sångbok 1882 som nr 85 med verserna 1-3, under rubriken "Psalmer".
- Sionstoner 1889 som nr 443 med verserna 1-4, under rubriken "Psalmer".
- Svensk söndagsskolsångbok 1908 med titeln "Förlossningen är vunnen" som nr 65 under rubriken "Frälsningen i Kristus".
- Lilla Psalmisten 1909 som nr 34 med titeln "Förlossningen är vunnen" under rubriken "Kristus: Hans födelse, död och uppståndelse".
- Svenska Missionsförbundets sångbok 1920 som nr 92 under rubriken "Jesu födelse"
- Svenska Frälsningsarméns sångbok 1922 som nr 4 med titeln "Förlossningen är vunnen", under rubriken "Inledningssånger och psalmer".
- Sionstoner 1935 som nr 90 med titeln "Förlossningen är vunnen", under rubriken "Frälsningens grund i Guds kärlek och förverkligande genom Kristus".
- 1937 års psalmbok som nr 50 fortfarande med titeln "Förlossningen är vunnen", under rubriken "Jul".
- Sionstoner 1972 som nr 104 med titeln "Förlossningen är vunnen", under rubriken "Frälsningens grund i Guds kärlek och förverkligande genom Kristus".
- Den svenska psalmboken 1986 som nr 36 med titeln "O Kriste, oss benåda" under rubriken "Jesus, vår Herre och broder" samt också som
- Den svenska psalmboken 1986 som nr 350 med titeln "Vår Herre Krist var Sonen", under rubriken "Jesus, vår Herre och broder".
- Finlandssvenska psalmboken 1986 som nr 54 med titeln "Kristus den rätte Herren", under rubriken "Marie bebådelsedag" med inledning "Kristus den rätte Herren.
- Lova Herren 1988 som nr 49 med titeln "Förlossningen är vunnen", under rubriken "Frälsningen i Kristus".
- Lova Herren 2020 som nr 20 med titeln "Förlossningen är vunnen", under rubriken "Guds Son, Jesus vår Frälsare".